# Charles Coste
Charles Coste (Ollioules, 8 februari 1924) is een voormalig Frans wielrenner die zowel op de baan als op de weg actief was.

## Carrière
Coste werd in 1948 olympisch kampioen op de ploegenachtervolging. Coste Won in 1949 de Grand Prix des Nations. In 1950 eindigde Coste als vierde in  Parijs-Roubaix. Coste eindigde tijdens de Ronde van Italië 1958 als laatste en was daarmee de winnaar van de Zwarte trui.
Op zijn honderdste verjaardag, in 2024, werd bekendgemaakt dat Coste de olympische fakkel mag dragen bij de openingsceremonie van de Olympische Zomerspelen 2024 in Parijs. Hij was op dat moment de oudste nog levende mannelijke olympisch kampioen. Uiteindelijk was hij de voorlaatste in de fakkeloptocht. Hij stak, gezeten in een rolstoel, in de Tuilerieën, tegelijk de vlammen aan van Teddy Riner en Marie-José Pérec, die op hun beurt het olympische vuur aanstaken.

## Resultaten
| Jaar | WK | Olympische Zomerspelen |
| ---- | -- | ---------------------- |
| 1948 |    | ploegenachtervolging   |

| Jaar | Ronde van Italië | Ronde van Frankrijk | Ronde van Spanje |
| ---- | ---------------- | ------------------- | ---------------- |
| 1952 |                  | opgave              |                  |
| 1953 |                  |                     |                  |
| 1954 |                  |                     |                  |
| 1955 | 56e              |                     |                  |
| 1956 |                  | opgave              |                  |
| 1957 | 57e              |                     |                  |
| 1958 | 72e              |                     |                  |

| Voorganger: Ágnes Keleti | Oudste nog levende olympische gouden medaillewinnaar 2 januari 2025 – heden | Opvolger: - |